# Mostremp, cinema rural al Pallars
Mostremp, cinema rural al Pallars és un festival de cinema de temàtica rural que se celebra anualment des del 2012 durant el mes d'agost a Tremp i en altres localitats de les comarques del Pallars Jussà i Pallars Sobirà amb la intenció d'apropar el cinema al territori. Està organitzat per l'Associació Mostremp Amics del Cinema de Tremp i l'Ajuntament de Tremp.
El festival concentra els millors curtmetratges de temàtica rural, en el sentit ampli del terme. Actualment és l’únic festival de curtmetratges amb aquesta temàtica en tot el territori català i un dels pocs a nivell nacional.

## Història
El festival va sorgir com una iniciativa del director artístic Josep Rosell i el músic i divulgador cultural Lluís Roy amb la promesa de fer un festival de cinema a Tremp. Les dues primeres edicions van ser dirigides conjuntament per Josep Rosell i Lluís Roy, i a partir de la tercera edició (2014), Roy va dirigir les següents edicions en solitari fins a la cinquena (2016). A partir de la sisena edició (2017), el videògraf Jose Bergés va prendre el relleu fins a l'actualitat. La primera edició es va celebrar a Tremp entre els dies 24 i 26 d'agost de l'any 2012 amb el títol ”Mostremp, mostra de cinema rural”. Des de la primera edició, els directors no han especificat a què es refereixen amb el concepte de ruralitat, un concepte prou ampli per a que els cineastes explorin el concepte lliurement.
Totes les edicions es conformen al voltant de les projeccions dels curtmetratges de la secció oficial juntament amb els següents actes:
- Inauguració: Projecció d'un llargmetratge o documental fora de concurs seguit de la presentació dels actes del festival.
- Festa del cinema: Sopar de gala obert al públic del territori amb els directors convidats, el jurat oficial de la mostra i els diferents organitzadors.
- Secció infantil i juvenil: Selecció de curtmetratges creats per alumnes d'escoles i instituts. En aquesta secció s'hi diferencien el premi infantil per alumnes de menys de 13 anys i el premi Víctor del Val per alumnes d'entre 13 i 17 anys.
- Taula rodona: Espai de reflexió amb teòrics de l'àmbit cinematogràfic que abarquen diversos temes d'interès general. A la primera edició es va tractar la frontera com a escenari cinematogràfic eminentment rural.
- Cloenda: Entrega de premis per part del jurat als millors curtmetratges de l'edició vigent i projecció d'un film fora de concurs.[9]

Aquesta primera edició, Pere Casaldàliga va dedicar unes paraules al festival on exposava la necessitat de reflexionar sobre el món rural i el cinema i on valorava la iniciativa de l'associació Amics del Cinema de Tremp per posar en marxa la Primer Mostra de Cinema Rural Mostremp.
La segona edició del festival es va celebrar entre els dies 23 i 25 d'agost de 2013 amb el títol que esdevindrà definitiu ”Mostremp, cinema rural al Pallars”. Com a novetats destacables d'aquell any es va crear la secció Pallars&Curts on es projectaven curtmetratges rodats al Pallars Jussà i Pallars Sobirà; es va organitzar el “Vermut de Cine”, un aperitiu amb els directors dels curtmetratges seleccionats. A més, a partir d'aquella edició Josep Rosell estableix el disseny del guardó de Mostremp: el Trofeu Terradets, el qual representa l'estret de Terradets: el pas del riu Noguera Pallaresa a través de la serralada del Montsec, al Pallars Jussà. Entre les activitats realitzades, es va dur a terme una jornada de cinema iranià a Talarn aprofitant la presència al festival del cineasta iranià Ahmad Moradi. En aquest acte, es van projectar curtmetratges del director Keywan Karimi, cineasta que posteriorment seria represaliat al seu país pel contingut dels seus curtmetratges, produïts per Moradi. Aquella va ser la primera edició en què es van convidar als directors participants a presentar les pel·lícules i participar en els col·loquis.
El tercer Mostremp es va celebrar entre els dies 21 i 24 d'agost del 2014. En aquella edició es va consolidar el Premi Pallars&Ribagorça amb l'objectiu de potenciar els creadors audiovisuals del territori. També es realitza l'acte Festivals Amics, on es projecta una selecció de curtmetratges de la Mostra Internacional de Cinema Etnogràfic i de la Mòstra de Cinèma Occitan. Per primera vegada, es convida la Caravana Puck, una caravana habilitada com a cinema on es projecten curtmetratges d'animació d'autor internacionals, a formar part dels actes del festival.
Al 2015 se celebra la quarta edició del Mostremp. Com a novetats, es realitza el col·loqui Despullem la Mamen amb Mariel Sòria i Manel Barceló, la dibuixant i el guionista de la tira còmica d'El Jueves. També es crea la sessió Finestra d'Actualitat, una selecció de curtmetratges fora de concurs no vinculats amb la temàtica rural. I s'organitza un taller de creació de curtmetratges a la vila de Talarn impartit per la directora i guionista Judith Colell i el director Jordi Cadena.
El cinquè Mostremp se celebra entre el 18 i el 21 d'agost del 2016. A banda dels actes ja consolidats del festival, es crea l'exposició Anys de cinema, un recorregut pels dinou cinemes del Pallars i l'impacte del cinematògraf a les comarques pallareses. La Taula Rodona d'aquesta edició també va girar entorn aquest tema, amb la presència de projeccionistes i propietaris dels cinemes pallaresos ja desapareguts.
La sisena edició es va celebrar del 24 al 27 d'agost de 2017. Aquest any s'agrupen una sèrie d'activitats amb el nom “Mostremp al Carrer” com són el Mercat de Cine', una iniciativa per ambientar els comerços de Tremp amb la temàtica cinematogràfica; la Taula Rodona, on es van tractar les similituds i diferències entre el teatre i el cinema amb veus destacades com Carles Manrique, Mónica López, Xavier Atance i Annabel Castan; el Vermut del Cine, amb els directors dels curtmetratges convidats; activitats infantils a càrrec de l'esplai La Casa del Sol Naixent; i l'exposició “Plató Pallars” un recull dels cartells de les pel·lícules rodades al Pallars Jussà i al Pallars Sobirà. Totes aquestes activitats són realitzades a l'aire lliure davant del Cinema La Lira, a la Rambla Dr. Pearson.
La setena edició es va dur a terme durant les dates del 23 al 26 d'agost de 2018. Com a novetats d'aquell any es va realitzar la projecció de “Filmets Geoparc”, un recull de films documentals dels geoparcs nacionals celebrant la recent creació del Geoparc Orígens a la conca de Tremp; també es van realitzar diferents activitats infantils com la Gimcana del Cine, o un contacontes per a públic familiar.
El vuitè Mostremp es va celebrar del 24 al 27 d'agost de l'any 2019. D'aquesta edició podem destacar la masterclass del productor executiu i ajudant de producció David Casas o la renovada Festa del Cinema amb un mercat al carrer de menjar i beure acompanyades de la música en directe de Lo Pardal Roquer.
Degut a les restriccions d'aforament derivades de la pandèmia de la COVID-19, el calendari de l'edició 2020 del festival es va veure alterat per tal de fer una única projecció diària. D'aquesta manera, el novè Mostremp es va celebrar entre els dies 18 i 23 d'agost. Tot i ser un any excepcional, amb les mesures necessàries es van poder realitzar la majoria d'actes de cada edició. Com a novetats, aquell any es van organitzar activitats com el taller fotogràfic Pintar amb la llum per a nens i joves impartit pel fotògraf Jordi Uriach, es va presentar el llibre Grandes Temas del Western de l'Editorial Dolmen, V.A., i es va presentar el festival Photorural, organitzat per l'Associació Fotogràfica Pallars. Com a primera actuació d'aquesta associació es va presentar l'exposició Sinònims de cel·luloide, una mostra de fotografies històriques d'àmbit privat que recorden els fotogrames de les grans produccions del cinema. En la sessió inaugural es va projectar el primer llargmetratge de Lucía Alemany, La innocència, directora que havia estat premiada amb el Premi del Jurat pel seu primer curtmetratge 14 anys i un dia en la cinquena edició del festival.

## Seccions i premis

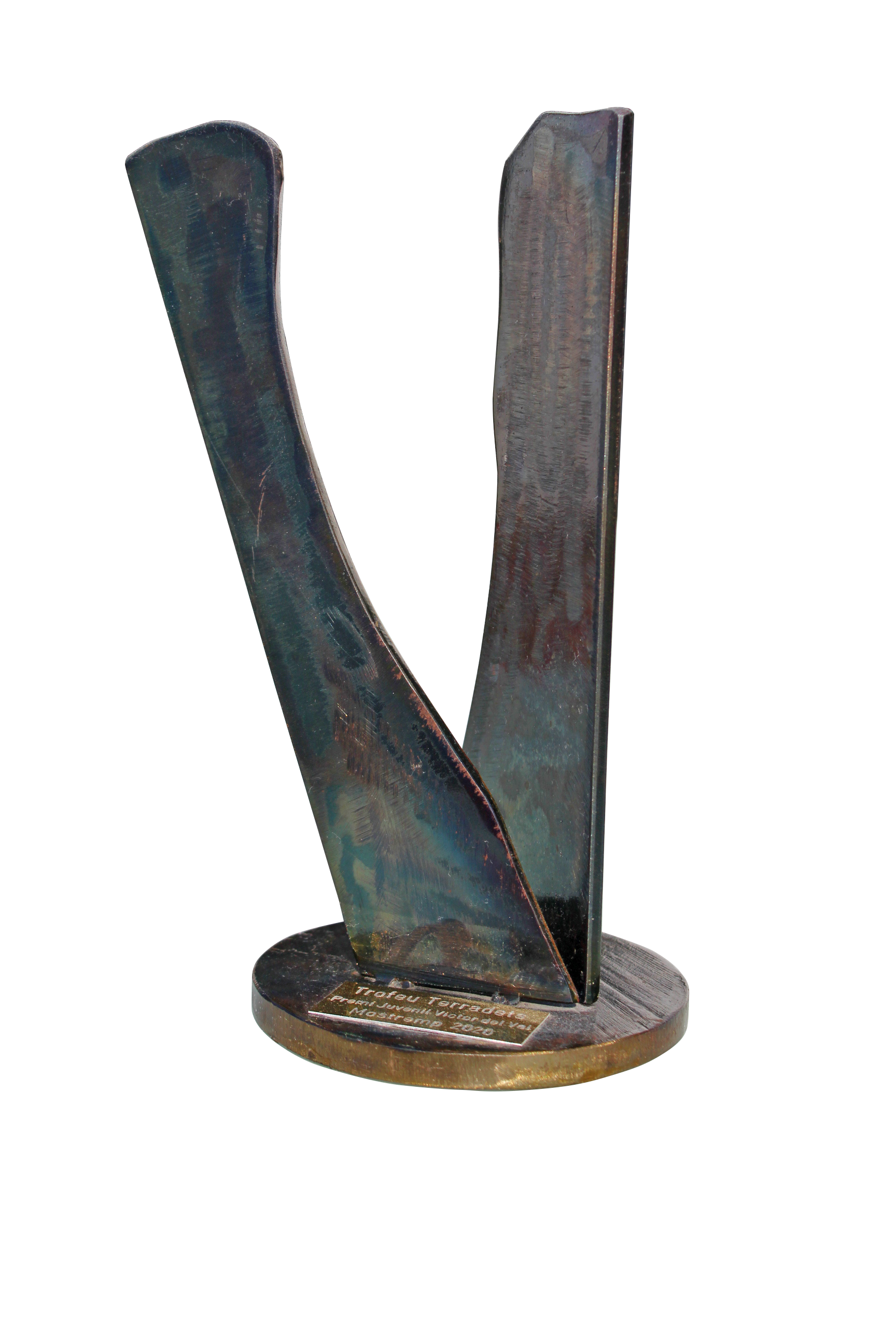
El Trofeu Terradets, el guardó de Mostremp dissenyat per Josep Rossell establert a partir de la segona edició (2013).

Actualment, el festival Mostremp cinema rural al Pallars es classifica en les següents seccions i premis:
- Secció Oficial: (creada l'any 2012) amb premi del públic i premi del jurat al millor curtmetratge de temàtica rural a nivell internacional.
- Secció Pallars&Ribagorça: (creada l'any 2014) amb premi del jurat al millor curtmetratge rodat en les comarques Pallars Jussà, Pallars Sobirà, Alta Ribagorça i la Ribagorça aragonesa. Aquesta secció sorgeix amb l'objectiu de potenciar els creadors audiovisuals del territori.
- Secció Infantil i Juvenil: (Creada l'any 2012) amb el premi Infantil per a nens de menys de 13 anys i el premi Juvenil Víctor del Val per a joves de 13 a 17 anys. Aquest darrer premi porta el nom de l'ex-professor de l'INS de Tremp Víctor del Val.
- Finestra d'Actualitat: (creada l'any 2015) és una sessió de curtmetratges fora de concurs no vinculats amb la temàtica rural.[23]

## Palmarès
Secció oficial - Premi del jurat
| Any  | Jurat                                                         | Curtmetratge                     | Director/a                                             | País                                |
| 2012 | Mercè Arànega, Eduard Muntada, Montse Guiu                    | Berriro Igo Nauzu                | Carlos Rodríguez                                       | Espanya (País Basc)                 |
| 2013 | Xavier Atance, Juan Ferrer i Àlex Gorina                      | About Ndugu                      | David Muñoz                                            | Espanya (Andalusia)                 |
| 2014 | Pep Coll, Judith Colell, Ivana Miño, Kepa Sojo i Carles Porta | - Espés - Saskia                 | - Tànit Fernández i Isaac Rodríguez - Èlia Ballesteros | - Espanya (Catalunya) - Regne Unit  |
| 2015 | Manel Barceló, Francesc Peleato, Annabel Castan i Quim Casas  | Whale Valley                     | Guðmundur Arnar Guðmundsson                            | Islàndia/Dinamarca                  |
| 2016 | Maria Molins, Manel Dalmau i Pere Aumedes                     | -14 anys i un dia - Lost Village | - Lucía Alemany - George Todria                        | - Espanya (País Valencià) - Georgia |
| 2017 | Carles Manrique, Monica López i Francesc Betriu               | Las Vacas de Wisconsin           | Sara Traba                                             | Espanya (Galícia)                   |
| 2018 | Neus Ballús, Laura Jou i Sílvia Quer                          | Areka                            | Begoña Vicario                                         | Espanya (País Basc)                 |
| 2019 | Txe Arana, David Casas i Albert Galera                        | Slaughter                        | Saman Hosseinpuor i Ako Zandkarimi                     | Iran                                |
| 2020 | Maria Vigadañ, Santi Lapeira i Clara Barbal                   | Xoves de Comadres                | Noemí Chantada                                         | Espanya (Galícia)                   |

Secció oficial - Premi del públic
| Any  | Curtmetratge                       | Director/a         | País                    |
| 2012 | Adivina quién viene a comer mañana | Pepe Jordana       | Espanya (Madrid)        |
| 2013 | L'estratègia de Madame Bretó       | Zoraida Rosselló   | Espanya (Catalunya)     |
| 2014 | Porsiemprejamón                    | Ruth Díaz          | Espanya (Madrid)        |
| 2015 | Crevette                           | Sophie Galibert    | França                  |
| 2016 | Munich                             | Natxo Fuentes      | Espanya (País Valencià) |
| 2017 | El andar del borracho              | Pol Armengol       | Espanya (Catalunya)     |
| 2018 | Cunetas                            | Pau Teixidor       | Espanya (Catalunya)     |
| 2019 | Kaset                              | Serkan Fakili      | Turquia                 |
| 2020 | Sticker                            | Georgi M. Unkovski | Macedònia               |